# Parasaurolophus
Parasaurolophus (pronunțat / ˌ pærəsɔ rɒləfəs ː /-ə PARR-ə-saw-ROL-ə-fəs, de asemenea, / ˌ sɔrəloʊfəs ˌ pærə / Parr-ə-SAWR-ə-LOH-fəs; însemnând "șopârlă cu creastă", cu referire la Saurolophus) este un gen de dinozaur ornitopod din perioada Cretacicului târziu, care trăia în ceea ce este acum America de Nord, cu aproximativ 76-73 milioane de ani în urmă. A fost un erbivor, care se deplasa atât ca biped cât și ca patruped. Trei specii sunt recunoscute: Walkeri P., P. Tubicen, și P. Cyrtocristatus. Rămășițele sale au fost găsite în Alberta (Canada), New Mexico și Utah (SUA). Acest dinozaur a fost descris pentru prima data în 1922 de William Parks, care a studiat un craniu și un schelet parțal găsite în Alberta.
Parasaurolophus este un hadrosaurid, o familie de dinozauri din Cretacic cunoscută pentru bizarele podoabe de pe cap. Avea o creastă mare și elaborată. Charonosaurus din China este posibil cea mai apropiată rudă, având un craniu și o posibilă creastă asemănătoare. Creasta a fost mult timp discutată de specialiști, în cele din urmă ajungându-se la un consens. Datorită ei, acești dinozauri puteau să-și recunoască specia și să diferențieze sexele, dar și sǎ producǎ niște sunete, cu ajutorul cǎrora comunicau. De asemenea, creasta avea un rol esențial și în termoreglare. Parasaurolophus este unul dintre cei mai rari dinozauri cu „cioc de rațǎ”.

## Descriere

Mărimea lui Parasaurolophus walkeri comparativă cu a unui om.

Ca și la mulți alți dinozauri, scheletul de Parasaurolophus nu este cunoscut complet. Specia P.Walkeri are o lungime estimată la 9,5 metri. Craniul său este de aproximativ 1,6 metri, inclusiv creasta, în timp ce craniul speciei P.Tubicen are 2 metri lungime, indicând un animal mai mare.  Greutatea sa este estimată la 2,5 tone. Osul coapsei a lui P.Walkeri măsoară 103 centimetri în lungime și este robust pentru mărimea sa, în comparație cu alți hadrozauri. Partea superioară a brațului și oasele bazinul au fost construite, de asemenea puternic.

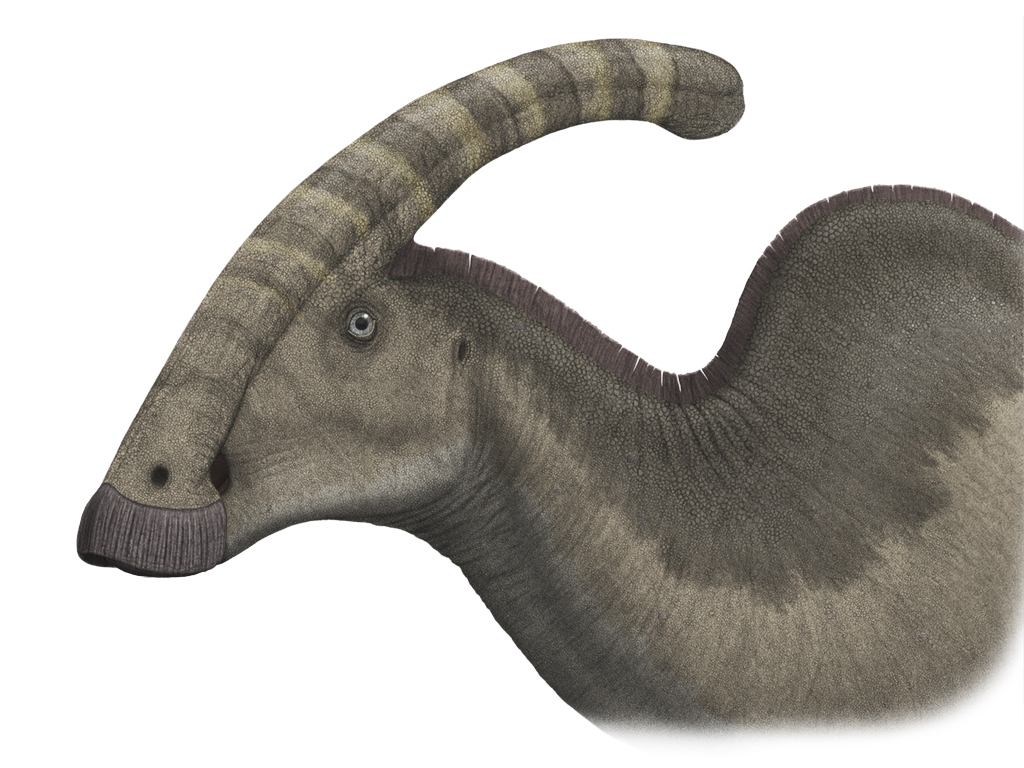
Fața lui Parasaurolophus walkeri.

## Specii
- P. Walkeri, din Alberta este cunoscut printr-un singur specimen. Acesta diferă de P. Tubicen printr-un cap mai mic, iar de P. Cyrtocristatus printr-o creastă mult mai lungă.
- P. Tubicen din New Mexico, este cunoscut din rămășițele a cel puțin trei exemplare. Este cea mai mare specie, cu mai multe pasaje de aer complexe în creastă decât P. Walkeri și o creastă mai lungă și mai dreaptă decât a lui P. Cyrtocristatus. P. Tubicen este cunoscut doar de la De-na-zin Member din formația Kirtland.[5]
- P. Cyrtocristatus este cea mai mică dintre specii și are creasta cea mai scurtă.